# Auletobius postscutellaris
Auletobius postscutellaris is een keversoort uit de familie Rhynchitidae. De wetenschappelijke naam van de soort is voor het eerst geldig gepubliceerd in 1926 door Lea.